# イリナ・ヴラ
イリナ・フョードロヴナ・ヴラ（ガガウズ語: İrina Födorovna Vlah）は、モルドバの弁護士、政治家。ガガウズ自治区第5代元首（首長職）を2期に渡り務めた。またモルドバ共和国議会議員、モルドバ最高安全保障評議会メンバーを歴任した。
史上初となる女性のガガウズ元首で、世論調査では同国で最も信頼できる政治家のひとりに選ばれている。議員時代はモルドバ共和国共産党に属していたが、2015年1月以降は政党に所属していない（2015年首長選挙ではモルドバ共和国社会党から支持を受けた）。

## 経歴
1974年2月26日、ソビエト連邦モルドバ・ソビエト社会主義共和国のコムラトに生まれる。1991年から1996年までコムラト国立大学法学部、2001年から2008年までモルドバ科学アカデミーの博士課程に在籍した。論文の題名は「モルドバ共和国における公務員制度の現代的概念」であった。
1996年、弁護士となり、税務調査官として働いた。2003年から2005年にかけて、ガガウズ執行委員会の法務部門を率いた。
2005年モルドバ議会選挙で初当選を果たしモルドバ共和国議会議員となる。その後、2009年4月モルドバ議会選挙、2009年7月モルドバ議会選挙、2010年モルドバ議会選挙、2014年モルドバ議会選挙で再選された（2015年4月に議員を辞職）。
2010年のガガウズ元首選挙に立候補するも、第1回選挙で落選した。
2014年議会選挙後、モルドバ共産党が欧州連合加盟を目指すモルドバ自由民主党とモルドバ民主党に接近したため、2015年1月27日に離党した。2015年ガガウズ元首選挙に立候補し、3月22日の第一回投票で過半数を獲得し勝利した。4月15日、ガガウズ自治区元首に就任した。またガガウズ自治区元首は法律によりモルドバ政府の内閣のメンバーとして数えられるほか、ニコラエ・ティモフティ大統領はヴラをモルドバ最高安全保障会議のメンバーに任命した。
2019年ガガウズ元首選挙では91.27パーセントの票を集め、圧倒的な支持を得て再選された。
2021年3月4日、マイア・サンドゥ大統領によって最高安全保障会議から解任された。
2023年7月19日、任期満了に伴いガガウズ自治区元首を退任。後任はエフゲニア・グシュル。

## 人物
父親はガガウズ人、母親はブルガリア人である。シングルマザーで、1人娘のアンナを育てている。
ガガウズ語のほか、ルーマニア語、ロシア語を話すことができる。

## 表彰
- ロシア正教会総主教職復興100周年記念（2018年[11]）
- 名誉勲章（英語版）（2019年[12]）
- 友情勲章（英語版）（2019年[13]）